# Mário Bulgarelli
Mário Bulgarelli (Bauru, 15 de maio de 1949) é um político brasileiro, atualmente filiado ao PDT.
Renunciou ao cargo de prefeito  da cidade de Marília (SP) no dia 5 de março de 2012 na certeza de que teria o mandato cassado devido ao envolvimento junto com seu antecessor, o Deputado Federal Abelardo Camarinha, no esquema de desvio de verbas da Merenda Escolar, comprovado pela CPI da Merenda, instaurado na Câmara Municipal local. Com a renúncia, o cargo de prefeito passou a ser ocupado pelo seu então vice, José Ticiano Dias Tóffoli (PT), que alegou não ter relações com os escândalos denunciados pela imprensa durante a administração Bulgareli.